# Halowe Mistrzostwa Świata w Lekkoatletyce 1997 – skok o tyczce kobiet
Skok o tyczce kobiet – jedna z konkurencji rozgrywanych podczas halowych mistrzostw świata w lekkoatletyce w 1997. Eliminacje miały miejsce 8 marca, finał zaś odbył się 9 marca.
Udział w tej konkurencji brało 28 zawodniczek z 21 państw. Zawody wygrała reprezentantka Stanów Zjednoczonych Stacy Dragila. Drugą pozycję zajęła zawodniczka z Australii Emma George, trzecią zaś reprezentująca Chiny Cai Weiyan.

## Wyniki

### Eliminacje
Źródło: 
Grupa A
| Miejsce | Zawodniczka        | Państwo           | Wysokość (m) | Wysokość (m) | Wysokość (m) | Wysokość (m) | Wysokość (m) | Wynik końcowy | Uwagi |
| Miejsce | Zawodniczka        | Państwo           | 3,50         | 3,70         | 3,90         | 4,00         | 4,10         | Wynik końcowy | Uwagi |
| ------- | ------------------ | ----------------- | ------------ | ------------ | ------------ | ------------ | ------------ | ------------- | ----- |
| 1.      | Daniela Bártová    | Czechy            |              | O            | O            |              | O            | 4,10          | CR    |
| 2.      | Sun Caiyun         | Chiny             |              | O            | XO           | XXO          | O            | 4,10          | =     |
| 3.      | Swietłana Abramowa | Rosja             |              |              | XO           | O            | XO           | 4,10          | =     |
| 4.      | Eszter Szemerédi   | Węgry             |              |              | O            | O            | XXX          | 4,00          |       |
| 5.      | Amandine Homo      | Francja           |              | O            | XXO          | O            | XXX          | 4,00          | =     |
| 6.      | Vala Flosadóttir   | Islandia          |              | O            | O            | XO           | XXX          | 4,00          |       |
| 7.      | Gabriela Mihalcea  | Rumunia           |              | O            | XO           | XXX          |              | 3,90          |       |
| 8.      | Sabine Schulte     | Niemcy            | XO           | O            | XXO          | XXX          |              | 3,90          |       |
| 9.      | Doris Auer         | Austria           | O            | O            | XXX          |              |              | 3,70          |       |
| 10.     | Janine Whitlock    | Wielka Brytania   | O            | XO           | XXX          |              |              | 3,70          |       |
| 11.     | Melissa Price      | Stany Zjednoczone | O            | XO           | XXX          |              |              | 3,70          |       |
| 11.     | Anita Tomulevski   | Norwegia          | XO           | XXX          |              |              |              | 3,70          |       |
| 13.     | Trista Bernier     | Kanada            | O            | XXX          |              |              |              | 3,50          |       |
| –       | Alejandra García   | Argentyna         | NM           | NM           | NM           | NM           | NM           | NM            |       |

Grupa B
| Miejsce | Zawodniczka            | Państwo           | Wysokość (m) | Wysokość (m) | Wysokość (m) | Wysokość (m) | Wysokość (m) | Wynik końcowy | Uwagi |
| Miejsce | Zawodniczka            | Państwo           | 3,50         | 3,70         | 3,90         | 4,00         | 4,10         | Wynik końcowy | Uwagi |
| ------- | ---------------------- | ----------------- | ------------ | ------------ | ------------ | ------------ | ------------ | ------------- | ----- |
| 1.      | Emma George            | Australia         |              |              |              | O            | O            | 4,10          | =     |
| 2.      | Cai Weiyan             | Chiny             |              | O            | O            | O            |              | 4,00          |       |
| 3.      | Stacy Dragila          | Stany Zjednoczone |              | O            | XO           | O            |              | 4,00          |       |
| 3.      | Anżela Bałachonowa     | Ukraina           |              |              | XO           | O            | X-           | 4,00          |       |
| 5.      | Maria Carla Bresciani  | Włochy            |              | XO           | XO           | O            | X-           | 4,00          | NR    |
| 6.      | Zsuzsanna Olgyay-Szabó | Węgry             |              | O            | O            | XXX          |              | 3,90          |       |
| 7.      | Jelena Bielakowa       | Rosja             |              | XXO          | O            | XXX          |              | 3,90          |       |
| 8.      | Sophie Zubiolo         | Belgia            | O            | O            | XO           | XXX          |              | 3,90          | =     |
| 9.      | Rhian Clarke           | Wielka Brytania   | XO           | O            | XXO          | XXX          |              | 3,90          | =     |
| 10.     | Šárka Mládková         | Czechy            |              | O            | XXX          |              |              | 3,70          |       |
| 11.     | Dana Cervantes         | Hiszpania         | XO           | O            | XXX          |              |              | 3,70          |       |
| 12.     | Cassandra Kelly        | Nowa Zelandia     |              | XO           | XXX          |              |              | 3,70          |       |
| 12.     | Nicole Rieger          | Niemcy            | O            | XO           | XXX          |              |              | 3,70          |       |
| 14.     | Linda Meziani          | Francja           | XO           | XXO          | XXX          |              |              | 3,70          |       |

### Finał
Źródło: 
| Miejsce | Zawodniczka            | Państwo           | Wysokość (m) | Wysokość (m) | Wysokość (m) | Wysokość (m) | Wysokość (m) | Wysokość (m) | Wysokość (m) | Wysokość (m) | Wysokość (m) | Wysokość (m) | Wynik końcowy | Uwagi |
| Miejsce | Zawodniczka            | Państwo           | 3,70         | 3,90         | 4,00         | 4,10         | 4,20         | 4,25         | 4,30         | 4,35         | 4,40         | 4,45         | Wynik końcowy | Uwagi |
| ------- | ---------------------- | ----------------- | ------------ | ------------ | ------------ | ------------ | ------------ | ------------ | ------------ | ------------ | ------------ | ------------ | ------------- | ----- |
| 01 !    | Stacy Dragila          | Stany Zjednoczone |              | O            | O            | O            | XO           | O            | O            | XXO          | XO           | XXX          | 4,40          | =     |
| 02 !    | Emma George            | Australia         |              |              | O            |              | O            |              | XO           | O            | XX-          | X            | 4,35          |       |
| 03 !    | Cai Weiyan             | Chiny             | O            | O            | O            | XO           | O            | O            | XXO          | O            | XXX          |              | 4,35          | AR    |
| 4.      | Sun Caiyun             | Chiny             | O            | O            | O            | O            | O            | X-           | XX           |              |              |              | 4,20          |       |
| 5.      | Daniela Bártová        | Czechy            | O            | O            |              | XO           | XO           | XXX          |              |              |              |              | 4,20          |       |
| 6.      | Swietłana Abramowa     | Rosja             |              | XXO          |              | O            | XXX          |              |              |              |              |              | 4,10          |       |
| 7.      | Eszter Szemerédi       | Węgry             |              | O            |              | XO           | XXX          |              |              |              |              |              | 4,10          |       |
| 8.      | Vala Flosadóttir       | Islandia          | O            | O            | O            | XXX          |              |              |              |              |              |              | 4,00          |       |
| 9.      | Anżela Bałachonowa     | Ukraina           |              | O            | XO           | XXX          |              |              |              |              |              |              | 4,00          |       |
| 10.     | Amandine Homo          | Francja           | O            | O            | XXX          |              |              |              |              |              |              |              | 3,90          |       |
| 11.     | Zsuzsanna Olgyay-Szabó | Węgry             | XO           | XXX          |              |              |              |              |              |              |              |              | 3,70          |       |
| –       | Maria Carla Bresciani  | Włochy            | NM           | NM           | NM           | NM           | NM           | NM           | NM           | NM           | NM           | NM           | NM            |       |